# Noaptea poeților asasinați

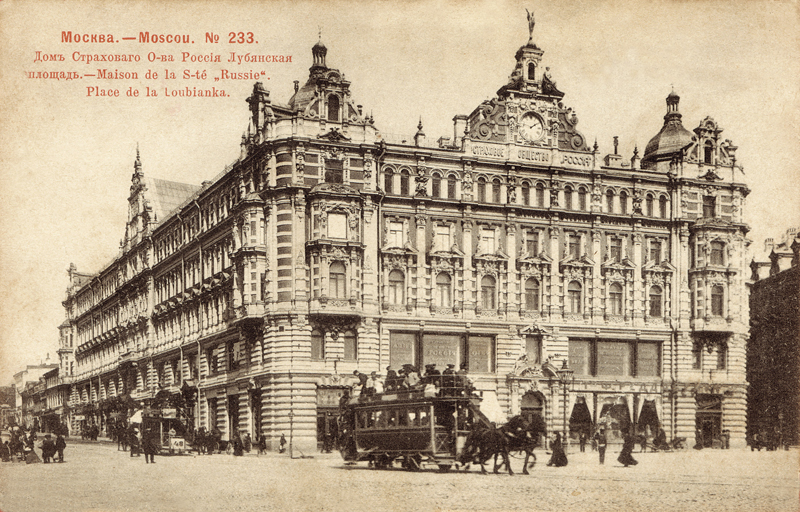
Clădirea originală a închisorii Lubianka. cca. 1917

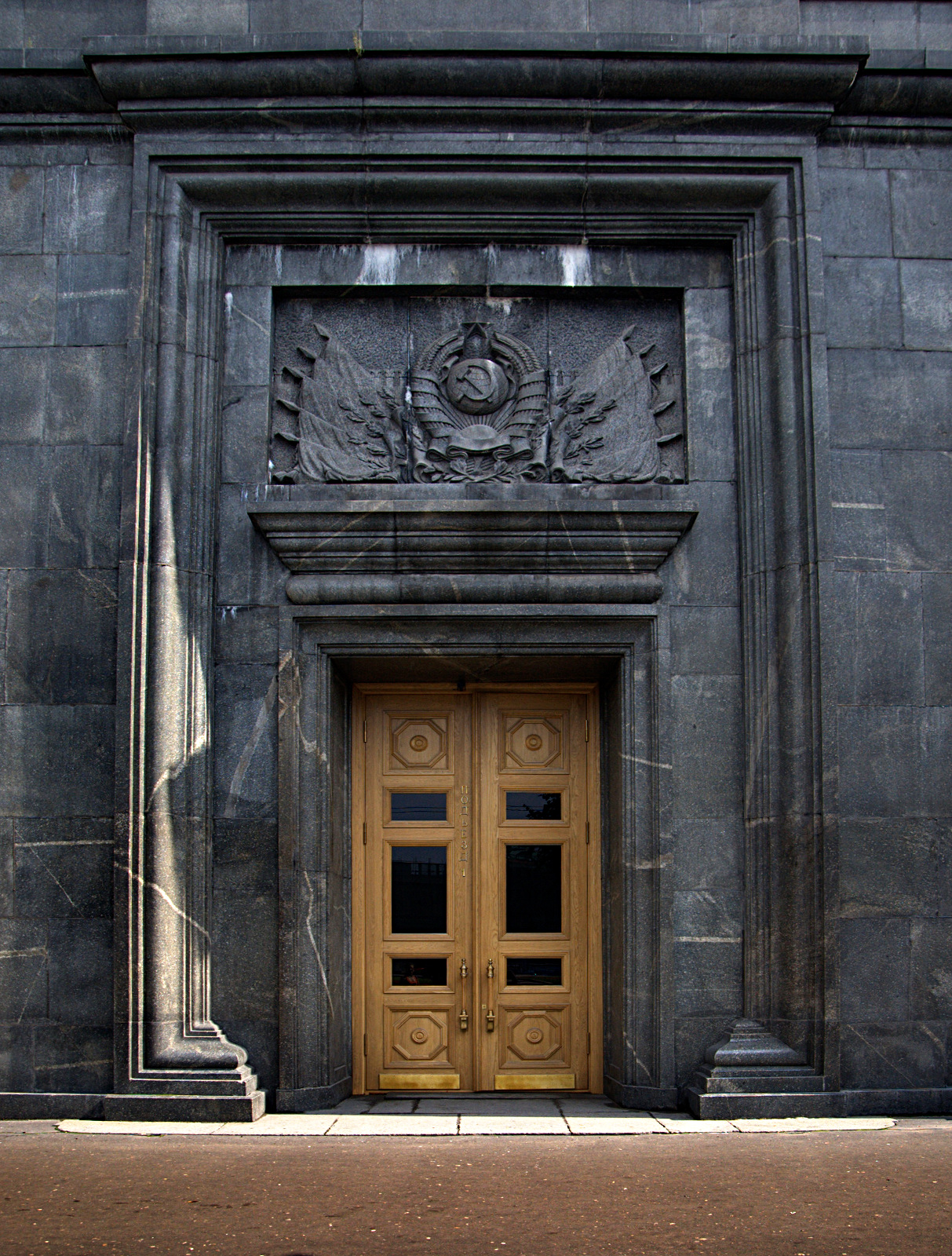
Intrarea în clădire, posibil locul pe unde au intrat cei 13 evrei care au fost uciși în subsolul închisorii

Noaptea poeților asasinați (în rusă: Ночь казнённых поэтов) se referă la noaptea dintre 12 și 13 august 1952 când, din ordinul lui Stalin, 15 evrei sovietici, de profesie scriitori, poeți, artiști, muzicieni și actori, au fost condamnați pe nedrept, sub falsa acuzație de spionaj și trădare.
13 dintre aceștia au fost uciși în subsolul clădirii principale a Securității Statului din Moscova.
Acești intelectuali au făcut parte din Comitetul antifascist evreiesc. În 1948, acesta a fost dizolvat oficial pentru propagandă antisovietică. 

## Acțiuni antisemite
Deși s-a folosit din plin de activitatea Comitetului evreiesc antifascist, Stalin l-a considerat ulterior ca fiind o amenințare personală, declanșând această persecuție, care s-a extins asupra evreilor în general.
Antisemitismul lui Stalin s-a manifestat mai ales în septembrie 1948 și în iunie 1949, când sub falsa acuzație de spionaj și trădare au fost efectuate mai multe arestări.
Persoanele respective au fost torturate, supuse la agresiuni fizice și psihice și izolate timp de 3 ani.
Astfel, Solomon Mikhoels, liderul acestui comitet, deși în timpul celui de-al Doilea Război Mondial adunase sume de bani importante pentru sprijinirea efortului de război al sovieticilor, este acuzat de înaltă trădare și de pactizare cu inamicul. În ianuarie 1948, Mikhoels a murit într-un accident rutier.

## Acuzații
- Peretz Markish, poet, fondator al Școlii scriitorilor, cerc literar de limbă idiș din URSS
- David Hofshtein, poet
- Itzik Fefer
- Leib Kvitko, poet și scriitor pentru copii
- David Bergelson, romancier
- Solomon Lozovski, director al Biroului Sovietic de Informații
- Boris Shimeliovich, director al Spitalului Clinic Botkin din Moscova
- Beniamin Zuskin, succesor al lui Solomon Mikhoels ca director al Teatrului Evreiesc de Stat din Moscova
- Iosef Yuzefovici, cercetător al Institutului de Istorie din cadrul Academiei Sovietice de Științe
- Leon Talmy, ziarist și traducător
- Ilia Vatenberg, traducător și editor
- Ceaika Vatenburg-Ostrovskaia, soția lui Ilia Vatenberg, traducător în cadrul Comitetului antifascist evreiesc
- Emilia Teumin, editor al Diplomatic Dictionary
- Solomon Bregman, deputat la Afacerile Externe.